# Иликово (Кушнаренковский район)
Иликово (баш. Илек) — село в Кушнаренковском районе Республики Башкортостан Российской Федерации. Административный центр Горьковского сельсовета.

## География

### Географическое положение
Расстояние до:
- районного центра (Кушнаренково): 34 км,
- ближайшей ж/д станции (Уфа): 92 км.

## История
В «Списке населенных мест по сведениям 1870 года», изданном в 1877 году, населённый пункт упомянут как деревня Иликова 4-го стана Бирского уезда Уфимской губернии. Располагалась при речке Карамале, по левую сторону почтового тракта из Бирска в Мензелинск, в 45 верстах от уездного города Бирска и в 30 верстах от становой квартиры в деревне Дюртюли. В деревне, в 150 дворах жили 996 человек (522 мужчины и 474 женщины, мещеряки, тептяри, русские), была мечеть. Жители занимались земледелием, скотоводством, пчеловодством.

## Население
| 2002 | 2009 | 2010 |
| ---- | ---- | ---- |
| 685  | ↘652 | ↘541 |

Национальный состав
Согласно переписи 2002 года, преобладающие национальности — татары (62 %), башкиры (37 %).